# Insara
Insara is een geslacht van rechtvleugeligen uit de familie sabelsprinkhanen (Tettigoniidae). De wetenschappelijke naam van dit geslacht is voor het eerst geldig gepubliceerd in 1869 door Walker.

## Soorten
Het geslacht Insara omvat de volgende soorten:
- Insara abbreviata Brunner von Wattenwyl, 1878
- Insara acutitegmina Fontana, Buzzetti, Mariño-Pérez & García García, 2011
- Insara apache Rehn, 1907
- Insara bolivari Griffini, 1896
- Insara covilleae Rehn & Hebard, 1914
- Insara elegans Scudder, 1901
- Insara fasciata Brunner von Wattenwyl, 1878
- Insara gemmicula Rehn & Hebard, 1914
- Insara gracillima Brunner von Wattenwyl, 1878
- Insara intermedia Brunner von Wattenwyl, 1878
- Insara juniperi Hebard, 1935
- Insara lamellata Rehn & Hebard, 1914
- Insara oaxacae Fontana, Buzzetti, Mariño-Pérez & García García, 2011
- Insara phthisica Saussure & Pictet, 1897
- Insara prasina Saussure & Pictet, 1897
- Insara psaronota Hebard, 1923
- Insara sinaloae Hebard, 1925
- Insara tessellata Hebard, 1935
- Insara tolteca Saussure, 1859